# The Agent Intellect
The Agent Intellect è il terzo album in studio della band post-punk di Detroit Protomartyr, pubblicato il 9 ottobre 2015. Il primo singolo estratto dall'album, Why Does It Shake, è uscito il 14 luglio 2015, insieme all'annuncio formale del titolo dell'album, della data di uscita, della copertina e dell'elenco dei brani. Il 25 agosto la band pubblicò il secondo singolo per l'album, Dope Cloud. Il 28 settembre la band pubblicò il terzo singolo per l'album, I Forgive You. Il 28 settembre 2015 l'album ha debuttato su NPR First Listen.
L'album prende il nome da un'antica questione filosofica medievale su come opera la mente in relazione al cosiddetto intelletto attivo, noto anche come intelletto agente e altri nomi.

## Ricezione critica
The Agent Intellect ha ricevuto recensioni positive da parte dei revisori contemporanei. Su Metacritic, che assegna un punteggio normalizzato su 100 alle recensioni dei critici mainstream, l'album ha ricevuto un punteggio medio di 85, che indica "acclamazione universale", sulla base di 20 recensioni. La critica del The Guardian Kate Hutchinson ha pensato: "Questo non è postpunk pungente come il loro ultimo album - è più scardinato: hanno scambiato gli hook con un'epicità squallida, la distorsione si fa strada, a volte divampando con rabbia, perforata dalla guida, toccando davvero la batteria. E' commovente come quelle immagini di una decrepita Motor City, un tempo brillante ma ora decadente."

## Tracce
1. The Devil in His Youth – 2:39
2. Cowards Starve – 3:38
3. I Forgive You – 3:03
4. Boyce or Boice – 3:39
5. Pontiac 87 – 4:33
6. Uncle Mother's – 4:21
7. Dope Cloud – 2:58
8. The Hermit – 2:34
9. Clandestine Time – 3:09
10. Why Does It Shake? – 4:47
11. Ellen – 6:24
12. Feast of Stephen – 2:26